# Castlereagh, Nordirland
Castlereagh är ett tidigare distrikt i Nordirland. I samband med en distriktsreform i Nordirland 1 april 2015 slogs distriktet samman med Lisburn och bildade det nya distriktet Lisburn and Castlereagh. 